# Rali Transibérico

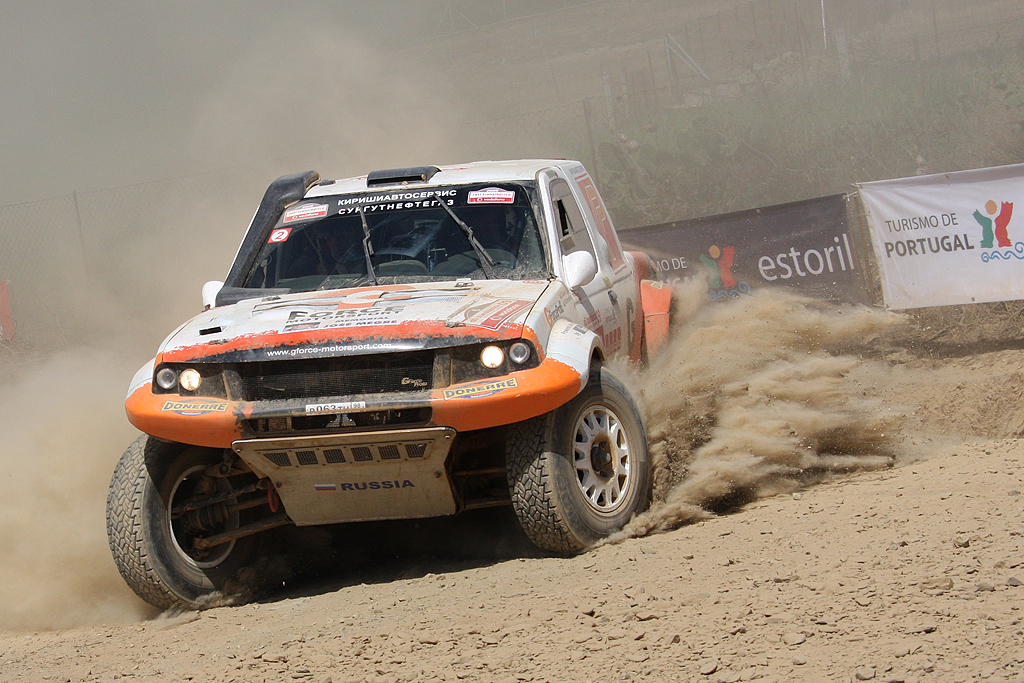
Boris Gadasin podczas Rali Transibérico 2009

Rali Transibérico – samochodowy rajd terenowy odbywający się od 1988 roku na terenie Portugalii i Hiszpanii, organizowany przez portugalski automobilklub Automóvel Club de Portugal (ACP). Rajd wchodził w skład kalendarza Pucharu Świata FIA w rajdach terenowych.

## Historia
W swojej historii rajd nosił kilka nazw: Baja Portugal 1000 w latach 1988-2005; Rally Vodafone Transibérico (2005-2009) i Rally TT Vodafone Estoril-Portimão-Marrakech w 2010. Od 2011 w miejsce rajdu organizowany jest wyścig Baja Portalegre 500. Od 2005 trasa rajdu wiodła przez Portugalię i Hiszpanię, a także Maroko. 

### Zwycięzcy poszczególnych edycji rajdu

#### Baja Portugal 1000 (1988–2005)
| Rok  | Kierowca / pilot                       | Samochód                           |
| ---- | -------------------------------------- | ---------------------------------- |
| 1988 | João Vassalo / Manuel Morais           | Umm Alter Turbo                    |
| 1989 | Raoul Raymondis / Franck Daffos        | Range Rover Rr 200                 |
| 1990 | Raoul Raymondis / Laurent Jaurigne     | Range Rover Rr 200                 |
| 1991 | Salvador Servia / Jaime Puig           | Lada Samara                        |
| 1992 | Jean-Louis Schlesser                   | Schlesser Original                 |
| 1993 | Pierre Lartigue / Michel Perin         | Citroën ZX Rally-Raid              |
| 1994 | Pierre Lartigue / Michel Perin         | Citroën ZX Rally-Raid              |
| 1995 | Ari Vatanen / Fabrizia Pons            | Citroën ZX Baja                    |
| 1996 | Pierre Lartigue / Michel Perin         | Citroën ZX Baja                    |
| 1997 | Ari Vatanen / Fred Gallagher           | Citroën ZX Baja                    |
| 1998 | Philippe Wambergue / Jean-Paul Cottret | Toyota Land Cruiser                |
| 1999 | Carlos Sousa / João Luz                | Mitsubishi Strakar                 |
| 2000 | Jean-Louis Schlesser / Richard Micoud  | Buggy Jean-Louis Schlesser-Renault |
| 2001 | Carlos Sousa / Victor Jesus            | Mitsubishi Strakar                 |
| 2002 | Carlos Sousa / Victor Jesus            | Mitsubishi Strakar                 |
| 2003 | Carlos Sousa / Henri Magne             | Mitsubishi Strakar                 |
| 2004 | Carlos Sousa / Henri Magne             | Mitsubishi Pajero Evo              |
| 2005 | Marc Blazquez / Ignacio Salvador       | Nissan Pick Up                     |

#### VodafoneRali Transibérico (2005–2009)
| Rok  | Kierowca / pilot                        | Samochód              |
| ---- | --------------------------------------- | --------------------- |
| 2005 | Filipe Campos / Jaime Batista           | Nissan Pick Up Navara |
| 2006 | Giniel de Villiers / Dirk von Zitzewitz | Vokswagen Touareg Ii  |
| 2007 | Carlos Sainz / Michel Perin             | Vokswagen Touareg Ii  |
| 2008 | Luc Alphand / Gilles Picard             | Mitsubishi Pajero     |
| 2009 | Guerlain Chicherit / Tina Thörner       | BMW X3 X-Raid         |

#### Vodafone Estoril-Portimão-Marrakech (2010)
| Rok  | Kierowca / pilot                | Samochód        |
| ---- | ------------------------------- | --------------- |
| 2010 | Leonid Nowicki / Andreas Schulz | BMW X3CC X-Raid |